# Хольгерссон, Лав
Лав Хольгерссон (род. 21 июля 1993, Стокгольм) — шведский боксёр. Призёр чемпионата Европы 2019 года. Член сборной Швеции по боксу.

## Карьера
Трёхкратная чемпионка Швеции по боксу (2010, 2011, 2015).
На чемпионате мира в Индии в 2018 году, во втором круге уступила китайской спортсменке Ли Цянь и покинула турнир.
В 2019 году Хольгерссон приняла участие в чемпионате Европы по боксу, который состоялся в Испании. Она добралась до полуфинала, в котором уступила спортсменке из Ирландии Эльжбете Вуйцик и завоевала бронзовую медаль турнира.
На чемпионате мира по боксу 2019 года в Улан-Удэ, она приняла участие в соревнованиях в весовой категории до 75 кг. Уступила в первом раунде панамской спортсменке Атеине Байлон.